# دشت نسایی

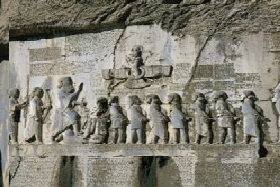
کتیبه بیستون

دشت نسایی (به یونانی: Nḗsaion pedíon) یک دشت تاریخی در سرزمین ماد منطقه‌ای تاریخی در ایران بوده است. این دشت بیشتر به دلیل خانهٔ اسب نسایی شناخته شده است. این دشت ممکن است با ناحیهٔ نیسایه که در سنگ‌نوشته بیستون داریوش بزرگ ذکرشده یکسان باشد. با این حال رودیگر اشمیت اشاره می‌کند که این نظریه را نمی‌توان به‌طور دقیق اثبات کرد. نام این دشت احتمالاً تا دوران قرون وسطی دست‌نخورده باقی مانده است زیرا یاقوت حموی در قرن سیزدهم، از شهری در همدان (اکباتان باستان) با نام نساء یادکرده است. نسا پرورش اسب و نسایی که داریوش از آن نام می‌برد هر دو یکیست و جای آن باید در کرمانشاهان باشد چند تن از دانشمندان به همین سرزمین متوجه شده‌اند از آنان استمارکورات دژی که سیکیه هوتی نام داشته باید همان سرزمینی باشد که نویسندگان ایرانی و عرب قرون وسطی مرج القلعه یا مرج نامیده‌اند وامروزه هرون آباد (شاه آباد) گویند وشهر آن را طزر یاد کرده‌اند. در سر راه حلوان به همدان (پیش از بیستون) در میان دشت پهناوری دژی برپا بوده که ان را مرج القلعه یعنی مرغزار دژ یا مرج نامیده‌اند در زمان خلفا در همین‌جا اسب‌های سپاهیان عرب در چرا بودند اصطخری وابن حوقل در میان شهرهای جبال (ماد) از مرج القلعه یاد کرده‌اند مقدسی آن را جز حلوان نوشته وابن رسته ان را یک دژ بزرگ شناخته‌است